# Puente del Rey
El Puente del Rey está situado en la ciudad española de Madrid (en el distrito Moncloa-Aravaca) cruzando el río Manzanares, comunicando la glorieta de San Vicente con la Casa de Campo y la avenida de Portugal, vía, esta última, que posteriormente da lugar a la autovía de Extremadura (A-5). El puente se construyó a comienzos del siglo XIX, siendo su diseñador el arquitecto real Isidro González Velázquez (alumno de Juan de Villanueva). El uso inicial del puente fue exclusivamente regio, proporcionando el acceso desde el Palacio Real a la Casa de Campo. En 1931, con motivo de la apertura de la Casa de Campo al público, el puente, denominado entonces Puente de la República, fue ensanchado, convirtiéndose en uno de los principales puntos de acceso al nuevo parque público madrileño. En 1970 queda relegado a un nuevo viario dentro del tránsito de la M-30. En el año 2007 se soterra la M-30, se libera el puente y se rehabilitan los frentes. Finalmente se convierte en uso exclusivamente peatonal.

## Historia
El rey Felipe II decide comprar un palacete situado a orillas de río Manzanares. El palacete, propiedad de la familia Vargas, se encontraba situado en lado derecho del río, y se encontraba relativamente cercano al alcázar. Desde el Alcázar se podía cruzar el río mediante una pasarela construida a tal fin, denominada como puente verde. Con el objeto de facilitar el acceso desde el palacio hasta el palacete José Bonaparte manda construir a Juan de Villanueva un túnel.

### Primer puente real
Durante la ocupación francesa el arquitecto español Silvestre Pérez realiza un plan de urbanismo de la zona del Palacio Real. El puente fue edificado en el año 1816 por orden del Rey Fernando VII. Su función era enlazar los Jardines del Campo del Moro del Palacio Real con la Casa de Campo, ubicados en la margen derecha del Manzanares. Los jardines eran un recinto privado de caza para el rey, por esta razón se construye en puente estrecho por el que pasa apenas un carruaje (unos cinco metros). El puente posee seis vanos (de arco rebajado) y con esta luz salva las dos orillas y la vega del río, en su lado derecho desemboca a orillas de la denominada puerta del Río que da acceso a la Casa de Campo. El puente se ejecuta con cantería de granito y elementos decorativos de piedra caliza de Colmenar de Oreja y fábrica de ladrillo. Al realizarse a comienzos del siglo XX algunas obras de acanalamiento del río Manzanares, el cauce del río se estrecha considerablemente dejando dos de sus vanos parcialmente enterrados: los de la margen derecha del río. El puente estaba rematado a la salida que daba a la orilla izquierda con dos pilares coronados por jarrones. Estos dos pilares se desmontaron en las obras de remodelación de la zona que se realizaron posteriormente.  

### Ensanche y apertura de la Casa de Campo
En 1931 el área de la actual Casa de Campo deja de ser finca de uso exclusivamente real para convertirse en parque de uso público. Debido a esta decisión tomada por el Gobierno de la Segunda República, el puente se modifica mediante un ensanche llegando a quintuplicar su anchura (alcanzando los 25 metros), el proyecto y el diseño recae sobre el ingeniero de Caminos José María Cano. Esta operación de ensanche de puentes era muy habitual en las grandes ciudades europeas desde comienzo del siglo XX, existían precedentes como el puente de la Concordia en París. De esta forma se permitía el acceso al gran público. El ensanche se ejecutó con la construcción de un puente paralelo y un tablero de hormigón que salvaba la distancia. Durante la Segunda República se le denominó Puente de la República, y su ensanche permitía circulación en los dos sentidos. El frente del puente aguas arriba conservó su disposición original. 
En los años sesenta del siglo XX, perdió esta utilidad al construirse la autovía madrileña de circunvalación M-30, convirtiéndose en un importante nudo viario, siendo adaptado al tráfico rodado reduciendo las aceras y suprimiendo la iluminación del centro. Hasta 2007, ha canalizado el tráfico desde la A-5 hacia la citada M-30 y el centro de Madrid, a través de la glorieta de San Vicente y la plaza de España, junto con otros pasos elevados.

### Espacio Urbano: Madrid Río
En 2007 se prohibió la circulación de vehículos por el puente, tras la reforma y soterramiento de la M-30 (realizada precisamente entre el Puente del Rey y el Nudo Sur). Dentro del proyecto urbanístico Madrid Río, con el que se pretende la recuperación de las riberas del Manzanares, está prevista la restauración del puente y su utilización como paso exclusivamente peatonal, como enlace con la Huerta de la Partida, un espacio de 38.000 m² que en tiempos de la corona se alquilaba. Emplazada en la entrada de la Casa de Campo, esta huerta ha sido reconstruida con la plantación de 873 árboles frutales. 
El puente se rehabilita limpiando ambas fachadas, se reparan las estructuras de hormigón armado de su interior. Se convierte en un puente de uso peatonal. En 2010 la selección de fútbol de España celebra en la explanada su victoria mundial de la Copa de Fútbol. 
|                                                                                  |
| Estribo con su decoración en las enjutas de los arcos (Lado original del puente) |

|                                                            |
| Vista del entorno junto con la exedra de la Puerta del Río |

|                                                                         |
| Mural explicando la evolución histórica del Puente del Rey y su entorno |

## Descripción
El Puente del Rey está formado por cuatro arcos escarzanos (formados por doce dovelas) de ocho metros de luz (rebajados a un octavo), custodiados en sus pilares por seis tajamares, tres a cada lado e iguales entre sí. Los tajamares son cilíndricos y están rematados con un sombrerete cónico. Estos están rematados por puntas cónicas en la cara meridional del puente (aguas abajo) y piramidalmente en el lado septentrional (aguas arriba). Los elementos ornamentales son escasos, excepción hecha de una serie de medallones situados por debajo de la línea de imposta, en la vertical de los tajamares. Está construido enteramente en piedra de granito.